# Antonello nel Paese delle Meraviglie
Antonello nel Paese delle Meraviglie è un album di Antonello Venditti pubblicato nel 1997. Il disco è stato pubblicato in edizione limitata con copie numerate, stampate su carta filigranata. Contiene alcuni dei successi di Venditti arrangiati in chiave sinfonica; il cantautore romano, nei vari brani, viene accompagnato dalla Bulgarian Simphony Orchestra di Sofia diretta da Renato Serio. Ho fatto un sogno, scritto insieme a Sergio Bardotti e Ennio Morricone, è l'unico inedito presente nell'album. L'album si rivelò essere poco fortunato nelle vendite.

## Tracce
1. Buona domenica – 4:19
2. Ci vorrebbe un amico – 3:43
3. Amici mai – 5:15
4. Sara – 3:41
5. Settembre – 4:00
6. Benvenuti in Paradiso – 5:19
7. Ho fatto un sogno – 3:52
8. Le cose della vita – 3:07
9. L'amore insegna agli uomini – 4:18
10. In questo mondo di ladri – 4:44
11. Campo de' Fiori – 5:50
12. Ricordati di me – 4:41

## Classifiche

### Classifiche settimanali
| Classifica (1997) | Posizione massima |
| ----------------- | ----------------- |
| Europa            | 62                |
| Italia            | 8                 |

### Classifiche di fine anno
| Classifica (1997) | Posizione |
| ----------------- | --------- |
| Italia            | 45        |